# Ekaterina Gamova
Ekaterina Aleksandrovna Gamova-Mukasey (em russo:  Екатерина Александровна Гамова Мукасе́й) (Chelyabinsk, 17 de outubro de 1980), é uma ex-jogadora de voleibol da Rússia, que atuava como oposta. Considerada uma das melhores opostas da história do voleibol. Tem 2,06 metros, 81 quilos e pés tamanho 49. Gamova era capaz de atingir 3,21 no ataque e 3,10 no bloqueio. É a jogadora com o maior salário da história da modalidade. Gamova também é referência para a maior entidade do voleibol, a Federação Internacional de Voleibol.

## Carreira
Em 1989, Gamova começou a jogar vôlei aos 9 anos de idade no clube infantil de sua cidade natal Chelyabinsk e foi treinada por a sua tia Lioubov Gamova. Por conta de sua altura (com oito anos já media 1,70) começou a se profissionalizar e em 1998 aos 18 anos foi para o Ularochka NTMK Ekaterinburgo, onde era treinada pelo lendário Nikolay Karpol.
Em 1999, Ganhou o Mundial Sub-20 em cima da Seleção Brasileira de Voleibol Feminino onde ganhou o prêmio de Maior Pontuadora. Neste mesmo ano, foi convocada para a Seleção Russa de Voleibol Feminino principal onde ganhou a medalha de ouro no Grand Prix e o ouro no Campeonato Europeu de Voleibol Feminino de 1999.
Em 2000, foi convocada para jogar no Grand Prix de Voleibol de 2000, onde ganhou a prata e acabou perdendo a final para a Seleção Cubana de Voleibol Feminino. Participou dos Jogos Olímpicos de 2000 na Austrália onde foi até a final, mas pela 2ª vez no ano foi derrotada pela Seleção Cubana.
No ano de 2002 já firmada na Seleção Russa de Volei Feminino, Gamova foi bronze no Campeonato Mundial e bronze no Grand Prix.
No ano de 2004, disputou novamente a final das Olimpíadas, na cidade de Atenas, e novamente foi derrotada na final, desta vez para Seleção Chinesa.
Em 2006, ganhou a medalha de prata no Grand Prix perdendo a final para o Brasil. Essa final se repetiu no Campeonato Mundial só que desta vez Gamova ganhou o maior título da sua carreira.
Em 2008, Gamova competiu nos Jogos Olímpicos de 2008 em Pequim, onde não conseguiu repetir o feito de 4 anos atrás e amargou a 5ª colocação geral na competição de vôlei feminino.
No ano de 2010, conquistou pela segunda vez o Campeonato Mundial, onde na final fez a maior partida de sua carreira, marcou 35 pontos e venceu novamente a Seleção Brasileira e acabou sendo eleita a MVP da competição além de ter sido escolhida como Atleta do Ano na Rússia. Após a conquista em uma entrevista concedida ao site Lance!Net, declarou não simpatizar com as brasileiras da Seleção Brasileira de Voleibol Feminino. Alguns meses depois ao Sportv confessou, que gostaria de vencer uma final olímpica contra o time da Seleção Brasileira de Voleibol Feminino. Em 2012, disputou os Jogos Olímpicos de Verão de 2012 na cidade de Londres, onde nas quartas de final, de forma irónica, perdeu o jogo para a Seleção Brasileira. Depois desta partida, Gamova anunciou a sua aposentadoria da Seleção Russa de Voleibol Feminino, a atleta alegou como motivos de seu desligamento o cansaço e o sonho de se tornar mãe.
Em 2014, Gamova retorna para Seleção Russa de Volei, o seu retorno foi especialmente para o Campeonato Mundial de Vôlei que ocorreu na Itália,mas o desempenho da Russia e principalmente de Gamova foi abaixo do esperado e após dois títulos consecutivos as russas amargaram a 5ª colocação. Antes desta competição envolveu-se em uma polêmica com o treinador brasileiro Zé Roberto Guimarães da Seleção Brasileira de Voleibol Feminino. Em uma ocasião o treinador brasileiro concedeu entrevista sobre a possibilidade de Gamova voltar a defender a Seleção Russa no Mundial. Zé declarou que a volta de Gamova custaria "um caminhão de dinheiro" para a Rússia. Irônica Gamova rebateu o treinador brasileiro, mas após o ocorrido o treinador brasileiro acabou se desculpando com a atleta russa.
Entre 2015 e 2016, houve vários boatos sobre um possível retorno de Gamova para competir durante os Jogos Olímpicos de Verão de 2016 na cidade do Rio de Janeiro no Brasil, porém no dia 18 de maio de 2016, Gamova anunciou oficialmente a sua aposentadoria das quadras aos 35 anos de idade. "Não posso jogar as Olimpíadas do Rio 2016 por conta de problemas de saúde. A decisão foi tomada nos últimos dias. Houve uma conversa com o treinador sobre isso. Foi uma decisão difícil, mas eu acredito ser certa porque pensei muito nisso. Houve uma discussão longa sobre minha participação na preparação pré-olímpica. Para o treinador, também foi uma decisão difícil", a atleta afirmou no comunicado.

## Clubes
| Clube               | País    | Temporadas  |
| Avtodor-Metar       | Rússia  | 1996 - 1998 |
| Uralochka-NTMK 2    | Rússia  | 1998 - 2000 |
| Uralochka-NTMK      | Rússia  | 2000 - 2003 |
| Dynamo Moscow       | Rússia  | 2003 - 2009 |
| Fenerbahçe Acıbadem | Turquia | 2009 - 2010 |
| Dinamo Kazan        | Rússia  | 2010 - 2016 |

Gamova é conhecida pelo seus poderosos ataques na ponta, uma oposta que ataca a 3,21 nas pontas seguindo o tradicional estilo russo, que para o vôlei moderno já não é tão usado. Foi MVP (Most Valuable Player) do Mundial de Vôlei no Japão (2010) e foi eleita a atleta do ano na Rússia em 2010.

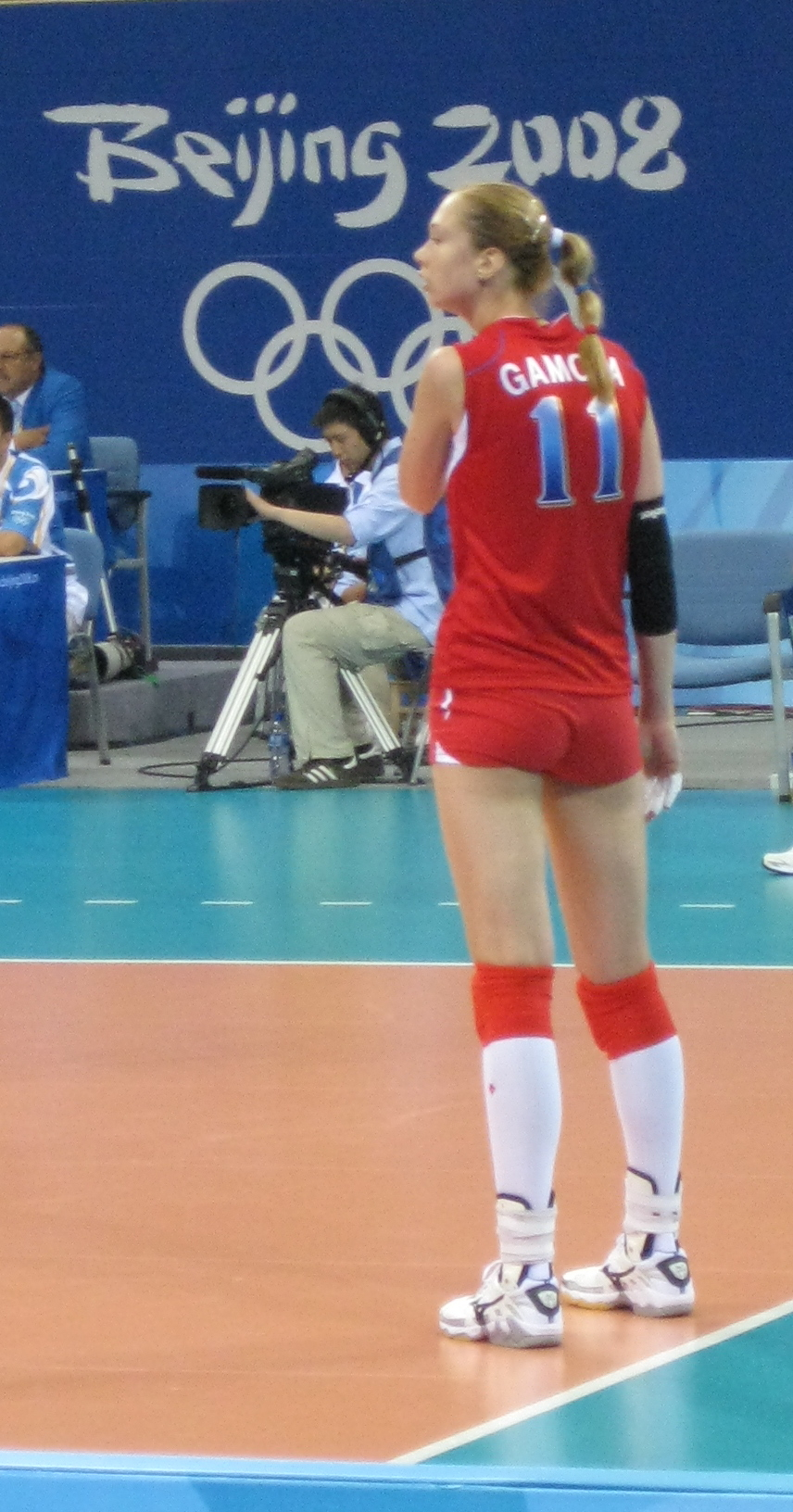
Gamova, competindo nas Olimpíadas de 2008 em Pequim.

## Premiações individuais
- 2004 - Olimpíadas de Atenas - melhor bloqueadora
- 2004 - Olimpíadas de Atenas - maior pontuadora
- 2006 - Grand Prix - maior pontuadora
- 2006-2007 - Women's Indesit European Champions League - melhor sacadora
- 2007 - Campeonato Europeu de Voleibol Feminino - maior pontuadora
- 2008 - 09 CEV Indesit European Champions League - maior pontuadora
- 2009 - 10 CEV Indesit European Champions League - maior pontuadora
- 2009 - 10 Liga Turca de Voleibol - melhor jogadora
- 2009 - 10 Liga Turca de Voleibol - melhor atacante
- 2009 - 10 Liga Turca de Voleibol - maior pontuadora
- 2010 - Campeonato Mundial de Voleibol - MVP
- 2010-2011 - Copa da Russia - MVP
- 2010-2011 - Copa da Rússia - Melhor Atacante
- 2012-2013 - Copa da Rússia - MVP
- 2013-2014 - Liga dos Campeões da Europa de Voleibol Feminino - MVP
- 2013-2014 - Liga dos Campeões da Europa de Voleibol Feminino - Melhor Atacante
- 2013-2014 - Campeonato Mundial de Clubes de Voleibol Feminino -MVP
- 2013-2014 - Campeonato Mundial de Clubes de Voleibol Feminino - Melhor Oposto
- 2013-2014 - Campeonato Russo - MVP